# A.S.D. Campobello
Associazione Sportiva Dilettante Campobello là một câu lạc bộ bóng đá Ý đến từ Campobello di Mazara, Sicily. Màu sắc của đội là vàng và xanh.
Câu lạc bộ chơi các trận đấu trên sân nhà của mình tại Stadio Domenico Stallone Castro.
Campobello được thăng hạng Serie D vào năm 2005, sau khi lên ngôi vô địch Eccellenza Sicily. Họ liên tiếp trải qua ba mùa giải liên tiếp trong giải đấu nghiệp dư hàng đầu của Ý, chơi các trận đấu tại nhà ở khu vực gần đó là Castelvetrano sân Stadio Paolo Marino trong giai đoạn này, trước khi bị xuống hạng năm 2008. Câu lạc bộ đã trải qua một lần xuống hạng thứ hai liên tiếp một năm sau đó, lần này đến Promozione, kết thúc mùa giải ở vị trí thứ hai. Thêm một lần xuống hạng nữa vào năm 2013, đưa câu lạc bộ xuống Prima Cargetoria.